# Basophilie

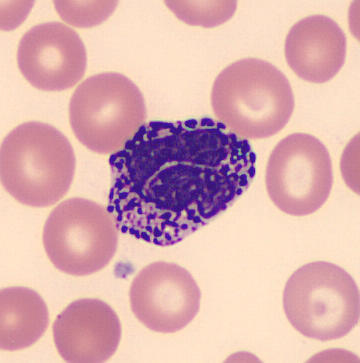
Basophiler Granulozyt

Als Basophilie wird allgemein eine Färbeeigenschaft von Zellen respektive Zellorganellen mit sauren Stoffen oder Stoffgruppen bezeichnet. Diese lassen sich bei zyto- und histologischen Untersuchungen leicht mit basischen Farbstoffen wie Methylenblau, Hämatoxylin, Kresylviolett, Toluidinblau oder Thionin blau, violett, oder metachromatisch anfärben. Siehe hierzu insbesondere unter Histologie den Abschnitt Färbemethoden der Histologie.
Als Basophilie wird speziell und in der klinischen Alltagssprache verkürzt auch ein Anstieg der Zahl der basophilen Granulozyten (kurz: Basophile) im Blut bezeichnet. Die Basophilie in der Hämatologie ist eine Form der Leukozytose, also der Erhöhung der Zahl der weißen Blutkörperchen.

## Basophilie in der Hämatologie
Basophile Granulozyten werden im Knochenmark produziert und haben die gleiche Vorläuferzelle wie Mastzellen. Sie zirkulieren nur für wenige Minuten im Blut und wandern dann in die Gewebe, wo sie mehrere Wochen verbleiben.
Basophilie ist oft mit einer Eosinophilie vergesellschaftet. Ursachen einer Basophilie sind Allergien und Hypersensitivitätsreaktionen. Darüber hinaus kommt es bei Parasitosen häufig zu einer Basophilie (Herzwurmerkrankung, andere Erkrankungen durch Fadenwürmer, Befall mit Zecken oder Flohallergien). Eine Hyperlipoproteinämie, also eine metabolische oder endokrine Erkrankung mit einem Anstieg der Blutfette, kann ebenfalls mit einer Basophilie verbunden sein. Die basophile Leukämie ist eine sehr seltene Tumorerkrankung. Bei der chronisch myeloischen Leukämie kommt es ebenfalls zu einem Anstieg der Basophilenzahl.

## Basopenie
Die Basopenie ist eine Abnahme der Basophilen im Blut. Sie ist schwer nachzuweisen, da die Basophilenzahl schon physiologisch relativ klein ist. Als Ursache kommen vor allem erhöhte Glukokortikoid-Spiegel, entweder endogen bedingt (Stress) oder durch Verabreichung als Medikament in Frage.